# Simon Goldhill
Simon David Goldhill (n. 17 de marzo de 1957) es un académico británico, que ejerce como profesor de literatura griega y cultura, y como director de Estudios clásicos en el King's College de Cambridge. De 2011 a 2018 fue director del Centro de Investigcación de Artes, Ciencias Sociales y Humanidades (por sus siglas en inglés, CRASSH) en la Universidad de Cambridge. Es conocido por sus investigaciones clásicas, además de sus presentaciones en los medios de comunicación.
En 2009 fue elegido como académico de la Academia Estadounidense de las Artes y las Ciencias y al año siguiente fue nombrado como «profesor John Harvard en Humanidades y Ciencias Sociales» en la Universidad de Cambridge, un puesto relacionado con la investigación y con su cátedra de Griego.
En 2016 fue nombrado como académico de la Academia Británica. También es miembro del consejo del Arts and Humanities Research Council y del Board of the Consortium of Humanities Centers and Institutes, además de ser el presidente de los European Institutes for Advanced Study (NetIAS).

## Formación
Goldhill estudió en la University College School de Hampstead (Londres) y en el King's College (Cambridge), de donde se graduó con honores en 1978, y terminó su doctorado en 1982. Mientras se formaba en Cambridge, recibió la Chancellor's Medal por su poesía.

## Investigación y reconocimientos
Los temas de investigación de Goldhill incluyen la tragedia y la cultura griegas, la teoría literaria, la literatura griega moderna y la estética de la recepción.
Sus libros han ganado premios internacionales en diferentes temáticas. Por ejemplo, su obra Victorian Culture and Classical Antiquity ganó en 2012 el premio Robert Lowry Pattern por «el mejor estudio reciente de estudios literarios de Gran Bretaña en el siglo XIX», publicado entre 2010 y 2012. Por su parte,  Sophocles and the Language of Tragedy ganó el premio Runciman de 2013 por mejor libro sobre un tema griego, antiguo o moderno. Jerusalem, City of Longing ganó la medalla de oro de Historia en los premios del Libro por Editores Independientes de 2010.
Goldhill también fue el investigador principal de un proyecto sobre la Biblia y la Antigüedad en la cultura del siglo XIX, financiado por el Consejo Europeo de Investigación y llevado a cabo por el CRASSH, en colaboración con los profesores de la Universidad de Cambridge. En el equipo hubo seis académicos realizando su posdoctorado, junto con los directores del proyecto.

## Obras
- A Very Queer Family Indeed: Sex, Religion, and the Bensons in Victorian Britain University of Chicago Press, 2016,
- Sophocles and the Language of Tragedy, Oxford University Press, 2012, ISBN 978-0-199-79627-4
- Freud's Couch, Scott's Buttocks, Brontë's Grave, University of Chicago Press, 2011, ISBN 978-0-226-30131-0
- The End of Dialogue in Antiquity, Cambridge University Press, 2009, ISBN 978-0-521-88774-8 (editor)
- Jerusalem: City of Longing,  Harvard University Press, 2008, ISBN 978-0-674-02866-1
- How to Stage Greek Tragedy Today, University of Chicago Press, 2007, ISBN 978-0-226-30128-0
- Being Greek Under Rome: Cultural Identity, the Second Sophistic and the Development of Empire, Cambridge University Press, 2007, ISBN 978-0-521-03087-8 (editor)
- Rethinking Revolutions through Ancient Greece, Cambridge University Press, 2006, ISBN 978-0-521-86212-7 (coeditor con Robin Osborne)
- The Temple of Jerusalem, Harvard University Press, 2005, ISBN 978-0-674-06189-7
- Love, Sex and Tragedy: How the Ancient World Shapes Our Lives, University of Chicago Press, 2004, ISBN 978-0-226-30117-4
- The Invention of Prose, Oxford University Press, 2002, ISBN 978-0-198-52523-3
- Who Needs Greek?: Contests in the Cultural History of Hellenism, Cambridge University Press, 2002, ISBN 978-0-521-81228-3
- Performance Culture and Athenian Democracy, Cambridge University Press, 1999, ISBN 978-0-521-64247-7 (coeditor con Robin Osborne)
- Foucault's Virginity: Ancient Erotic Fiction and the History of Sexuality, Cambridge University Press, 1995, ISBN 978-0-521-47372-9
- Art and Text in Greek Culture, Cambridge University Press, 1994, ISBN 978-0-521-41185-1 (coeditor con Robin Osborne)
- The Poet's Voice: Essays on Poetics and Greek Literature, Cambridge University Press, 1991, ISBN 978-0-521-39062-0
- Reading Greek Tragedy, Cambridge University Press, 1986, ISBN 978-0-521-31579-1
- Language, Sexuality, Narrative: The Oresteia, Cambridge University Press, 1985,  ISBN 978-0-521-26535-5